# 1980

## Події
- 11 — 22 червня — Чемпіонат Європи з футболу в Італії.
- 19 липня — 3 серпня — XXII Літні олімпійські ігри у СРСР
- Вересень — в Польщі створено перший у країнах соціалістичного блоку незалежну професійну спілку «Солідарність».
- 22 вересня — Ірак напав на Іран, початок 8-річної Ірано-Іракської війни.
- Вийшла друком 9-та редакція американського підручника з внутрішніх хвороб Основи внутрішньої медицини за ред. Т. Гарісона.
- Пожежа в готелі «Москва» однойменного міста, під час якої загинуло кілька десятків людей.

## Народились
Див. також Категорія:Народились 1980
- 4 січня — Ярослав Попович, український професійний велогонщик.
- 7 січня — Анна Панова, українська телеведуча, журналістка.
- 11 січня — Гекденіз Караденіз, турецький футболіст.
- 14 січня — Карлос Альварадо Кесада, костариканський письменник, журналіст, політолог і політик, чинний, сорок п'ятий президент Коста-Рики.
- 17 січня:
  - Максим Чмерковський, українсько-американський танцюрист, хореограф, учасник реаліті-шоу Холостяк.
  - Зоуї Дешанель, американська акторка та співачка.
- 18 січня — Джейсон Сіґел, американський телевізійний і кіноактор, сценарист, музикант.
- 19 січня — Дженсон Баттон, англійський гонщик Формули-1.
- 22 січня — Кріс Хармс, німецький співак та музикант.
- 27 січня — Марат Сафін, російський тенісист.
- 28 січня — Нік Картер, американський поп-співак.
- 11 лютого — Тетяна Денисова, український хореограф.
- 12 лютого — Крістіна Річчі, американська акторка.
- 16 лютого — Сергій Назаренко, український футболіст.
- 17 лютого — Джейсон Ріттер, американський актор.
- 20 лютого — Євгенія Тимошенко, українська підприємиця, донька Юлії Тимошенко.
- 2 березня — Ребел Вілсон, австралійська акторка, сценаристка та продюсерка.
- 3 березня — Кетрін Вотерстон, американська акторка.
- 7 березня — Лаура Препон, американська акторка.
- 21 березня — Рональдіньйо, бразильський футболіст.
- 23 березня — Лукашенко Дмитро, син президента Білорусі Олександра Лукашенка.
- 26 березня — Дар'я Трегубова, українська телеведуча, акторка.
- 29 березня — Катерина Гулякова, українська акторка і телеведуча.
- 1 квітня — Ренді Ортон, американський реслер.
- 21 квітня — Ігор Циганик, український спортивний журналіст та коментатор.
- 24 квітня — Віктор Ляшко, український лікар. Міністр охорони здоров'я з 20 травня 2021 р.
- 26 квітня — Джордана Брюстер, американська акторка.
- 26 квітня — Ченнінг Тейтум, американський актор, продюсер та модель
- 19 травня — Дмитро Борисов, український ресторатор.
- 25 травня — Олег Боднарчук, український режисер та продюсер.
- 30 травня — Стівен Джеррард, англійський футболіст.
- 5 червня — Юрій Великий, український комік, пародист.
- 16 червня — Соломія Вітвіцька, українська телеведуча, журналістка.
- 17 червня — Вінус Вільямс, американська тенісистка.
- 25 червня — Філіпп Лашо, французький актор, режисер та сценарист.
- 28 червня — Юрій Барабаш, український правник-конституціоналіст, представник Харківської школи конституційного права.
- 3 липня — Олівія Манн, американська акторка та модель.
- 6 липня:
  - Єва Грін, французька кіно- та театральна акторка, модель.
  - Єгор Крутоголов, український телеведучий, актор, художній керівник «Дизель Студіо».
- 7 липня — Мішель Кван, американська фігуристка.
- 10 липня:
  - Діденко Анна Вікторівна, український художник.
  - Джессіка Сімпсон, американська співачка, акторка, телеведуча та дизайнерка.
- 11 липня:
  - Тетяна Донець, український політик.
  - Скороходько Павло, український актор та режисер дублювання, телеведучий.
- 17 липня — Тетяна Рамус, українська журналістка, громадська діячка і ведуча телепроєктів.
- 18 липня — Крістен Белл, американська акторка кіно та телебачення польсько-шотландського походження.
- 20 липня — Жизель Бюндхен, бразильська супермодель, письменниця, акторка, підприємиця, благодійниця та захисниця довкілля.
- 21 липня — Анна Кузіна, українська акторка театру, кіно та дубляжу.
- 26 липня — Джасінда Ардерн, новозеландська політична діячка.
- 13 серпня:
  - П'єха Станіслав, російський співак, актор, поет і телеведучий.
  - Ірина Бережна, українська політична діячка, народна депутатка України VI і VII скликань (пом. в 2017).
- 14 серпня — Євген Огір, український продюсер, чоловік співачки Тіни Кароль (пом. в 2013).
- 26 серпня — Маколей Калкін, американський актор.
- 26 серпня — Кріс Пайн, американський актор.
- 30 серпня — Сергій Лещенко, народний депутат України VIII скликання.
- 9 вересня — Мішель Вільямс, американська акторка.
- 16 вересня — Олексій Гончаренко, український політичний та громадський діяч.
- 17 вересня — Любомир Левицький, український кінорежисер.
- 29 вересня — Захарі Лівай, американський актор, режисер та співак.
- 30 вересня:
  - Мартіна Хінгіс, швейцарська тенісистка словацького походження.
  - Гільєрмо Рігондо, кубинський професійний боксер.
- 4 жовтня — Томаш Росіцький, чеський футболіст.
- 6 жовтня — Оксана Яковлєва, українська біатлоністка.
- 14 жовтня — Бен Вішоу, англійський актор театру і кіно.
- 15 жовтня — Віталіна Біблів, українська акторка театру, кіно та телебачення.
- 17 жовтня — Собчук Олег, український рок-музикант, засновник і фронтмен українського рок-гурту СКАЙ.
- 21 жовтня — Кім Кардаш'ян, американська телевізійна зірка, модель, акторка, учасниця реаліті-шоу, підприємиця.
- 29 жовтня — Бен Фостер, американський актор.
- 1 листопада — Олесь Довгий, український політик.
- 5 листопада — Люк Гемсворт, австралійський актор
- 7 листопада — Андрій Князь, український співак, автор та композитор.
- 12 листопада — Вадим Абрамов, український телеведучий.
- 12 листопада — Раян Гослінг, канадський кіноактор, лауреат премії National Board of Review (2006) і «Супутник» (2007).
- 30 листопада — Попович Владислав Миколайович, видавець та громадсько-політичний діяч, політв'язень режиму Януковича, військовик.
- 8 грудня — Ірена Карпа, українська письменниця, співачка, акторка, журналістка, телеведуча.
- 9 грудня — Саймон Гелберг, американський режисер, комік, актор.
- 18 грудня — Крістіна Агілера, американська авторка-виконавиця, композиторка, музикантка, акторка, кліпмейкерка, продюсерка, підприємиця, філантропка.
- 19 грудня — Джейк Джилленгол, американський актор, номінант на премію «Оскар» у 2006 році, лауреат премії BAFTA.
- 30 грудня — Елайза Душку, американська акторка.

## Померли
Див. також Категорія:Померли 1980
- 5 січня — Олексій Кожевников, російський радянський письменник.
- 9 березня — Микола Псурцев, генерал-полковник військ зв'язку, Герой Соціалістичної Праці (* 1900, Київ).
- 15 квітня — Жан-Поль Сартр, французький філософ, драматург, письменник
- 24 червня — Борис Некрасов, російський хімік, від 1946 — член-кореспондент АН СРСР (* 1899).
- 25 липня— Володимир Висоцький, радянський актор, співак і поет (бард), класик жанру авторської пісні.
- 15 вересня — Білл Еванс, америкнський джазовий піаніст
- 24 грудня — Карл Деніц, німецький грос-адмірал, командувач Кригсмарине під час Другої світової війни, президент Німеччини 30 квітня 1945—23 травня 1945.

## Нобелівська премія
- з фізики: Джеймс Вотсон Кронін та Вал Логсден Фітч — «За відкриття порушень фундаментальних принципів у розпаді нейтральних K-мезонів»
- з хімії: Пол Берг — «За фундаментальні дослідження біохімічних властивостей нуклеїнових кислот, особливо рекомбінантних ДНК»; Волтер Гілберт та Фредерик Сенгер — «За їхній внесок щодо визначення послідовності основ у нуклеїнових кислотах»
- з медицини та фізіології: Барух Бенасерраф, Жан Доссе та Джордж Снелл — «За відкриття, що стосуються генетично визначених структур на клітинній поверхні, що регулюють імунні реакції»
- з економіки: Лоуренс Клейн — «За створення економетричних моделей та їхнє застосування до аналізу коливань економіки та економічної політики»
- з літератури: Чеслав Мілош
- Нобелівська премія миру: Адольфо Перес Есківель — «Як борець за права людини»

## Державна Премія УРСР імені Тараса Шевченка
- Лопухов Олександр Михайлович
- Мушкетик Юрій Михайлович